# Blåklockshumla
Blåklockshumla (Bombus soroeensis) är en insekt i överfamiljen bin (Apoidea). Den kallas även brynhumla (dock inte på finlandssvenska).

## Beskrivning
Blåklockshumlan är en medelstor, korttungad humla. Drottningar blir 15–17 millimeter långa, arbetare 10–14 millimeter och drönare 12–14 millimeter. Den är svart med gul krage. Honorna (det vill säga drottningar och arbetare) har dessutom ett gult band tämligen långt fram på bakkroppen, samt vit bakkroppspets. Det gula bakkroppsbandet delas oftast i två delar av en svart fläck mittpå. Hos drönarna (med andra ord hanarna) är större delen av framkroppens sidor gula, och det gula bakkroppsbandet är obrutet samt bredare och börjar redan vid bakkroppens början. Även hanarna har vit bakkroppsspets. Arbetarna är oftast tydligt mindre än drottningen. Humlan påminner om ljusa jordhumlor som kragjordhumla, rallarjordhumla, ljus jordhumla och skogsjordhumla. Melanistiska (helsvarta) former förekommer i delar av Europa; vissa forskare betraktar dessa som en egen underart.

## Ekologi
Habitatet är växlande, arten förekommer både på grässlätter som hedar, betesmarker och ängar på kalkgrund, skogar som tallskog, skogsdungar och ängar med glesare trädväxt, skogsbryn och -gläntor, vägrenar samt stranddyner och -klippor.
Blåklockshumlan är en sentflygande art; de övervintrande drottningarna visar sig i regel inte förrän i juni till augusti, beroende på latitud. De andra könsdjuren, hanarna, är även de sena, och kommer oftast inte fram förrän i september till oktober. Näringsväxter är framför allt blåklockor, i synnerhet liten blåklocka, men också blåmunkar, oxtunga, kärleksört, timjan, vit sötväppling, mjölkört, hampflockel, stjärnflocka, kovaller och väddväxter. Hanarna har ett delvis annorlunda foderväxtval, och besöker gärna, förutom mjölkört, väddklint, kungsmynta och gullris.
Boet förläggs vanligen underjordiskt i övergivna smågnagarbon, och rymmer mellan 80 och 150 arbetare.
Blåklockshumlan parasiteras av snylthumlearten broksnylthumla (Bombus quadricolor).

## Utbredning

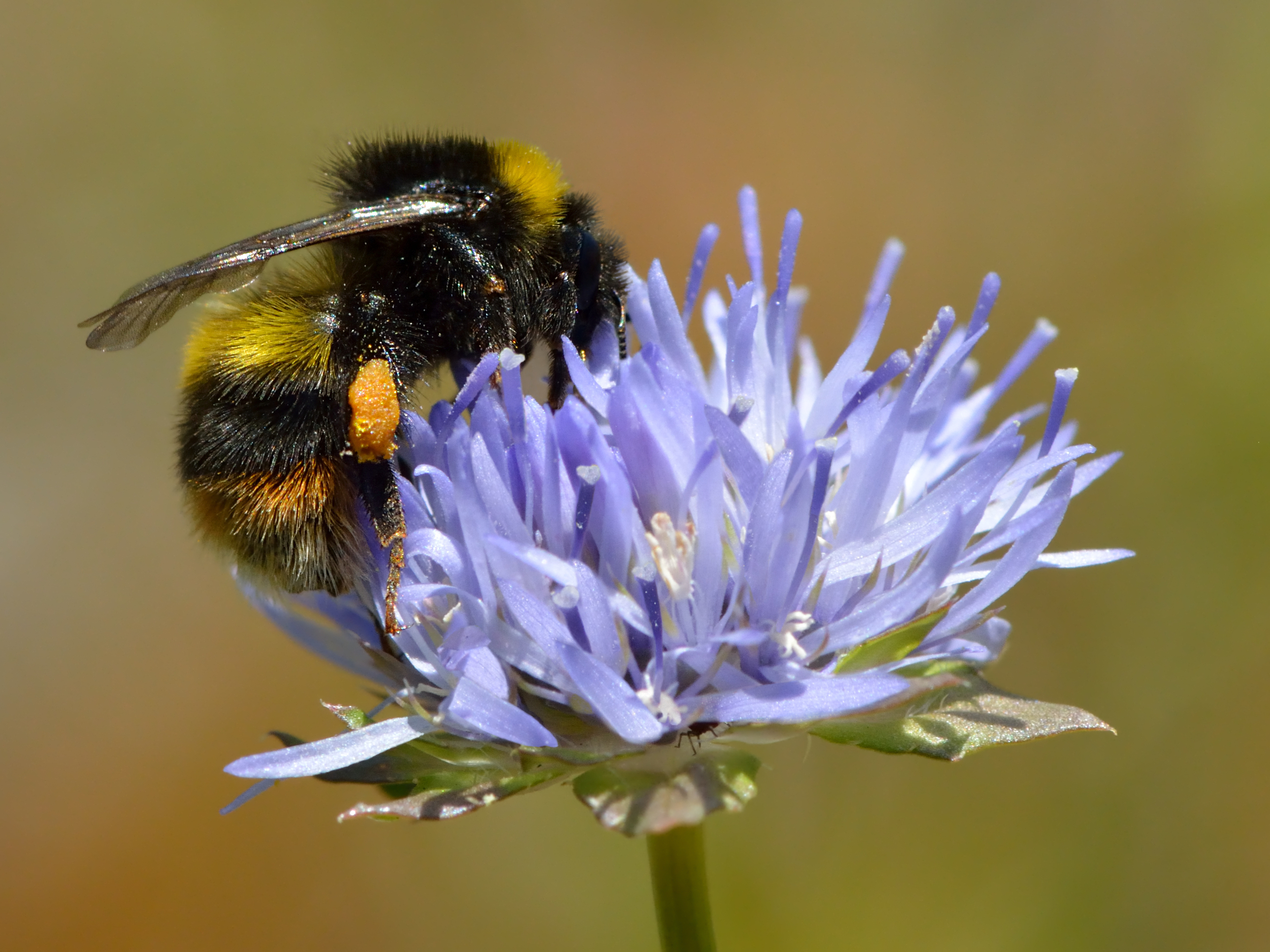
Blåklockshumla på blåmunkar.

Humlan förekommer i större delen av Europa med undantag för Island, Irland, västra Frankrike, Portugal och Spanien utom längst i norr. I sydöstra Europa och Balkan finns den bara fläckvis. Den finns även i norra till mellersta Asien, österut till centrala Sibirien, kring Bajkalsjön, och Mongoliet. Söderut når arten Turkiet, Kaukasien och Iran. Den är tämligen vanlig i hela Sverige med undantag för högfjället. I Finland finns den främst i södra och sydöstra delarna av landet (inklusive Åland), men kan nå såpass långt norrut som Norra Österbotten och södra Lappland. Sommaren 2024 gjordes dessutom sex fynd i nordvästligaste Lappland, i kommunen Enontekis, och ett fynd i den nordostligste delen av landskapet, i Utsjoki by.

## Status
Även om arten är vanlig globalt minskar den, främst till följd av utökat jordbruk, byggnation och klimatförändringar. Internationella naturvårdsunionen (IUCN) ser emellertid inget omedelbart hot, utan klasssificerar den som livskraftig (LC).
Arten är även klassificerad som livskraftig ("LC") i Sverige och Finland.